# Charles Cobb
Charles Wiggins Cobb (1875-1949) fue un matemático y economista norteamericano. 
Publicó numerosos trabajos sobre las dos materias, sin embargo, es principalmente conocido  por el desarrollo de la función de producción Cobb-Douglas en la economía. Trabajó en este proyecto con el economista Paul Douglas mientras daba conferencias en Amherst College de Massachusetts. En 1928, Charles Cobb y Paul Douglas publicaron un estudio en el que modelaron el crecimiento de la economía estadounidense durante el período 1899 - 1922. A su juicio, una visión simplificada de la economía en la que la salida de producción se determina por la cantidad de mano de obra necesaria y la cantidad de capital invertido. Mientras que hay muchos otros factores que afectan al rendimiento económico, su modelo demostró ser extraordinariamente preciso. También fue autor de varios libros y artículos en su tiempo, incluyendo: El desarrollo asintótico para una determinada función integral de orden cero, publicado en 1913, mientras trabajaba para lograr su doctorado en Matemáticas.